# Prasiana
Prasiana is een geslacht van hooiwagens uit de familie Cosmetidae.
De wetenschappelijke naam Prasiana is voor het eerst geldig gepubliceerd door Strand in 1942. 

## Soorten
Prasiana is monotypisch en omvat slechts de volgende soort:
- Prasiana fallax